# Welcome Home (álbum de Brian Littrell)
Welcome Home es el debut como solista del chico de los Backstreet Boys, Brian Littrell. El álbum fue lanzado en la discográfica Reunion Records. Se lanzaron cuatro sencillos: «Welcome Home (You)», el cual llegó al número uno en algunas radios, «In Christ Alone», «Wish», y «Over My Head». 
El álbum ha vendido unas 100 000 copias desde abril del 2007.

## Listado de canciones
1. «My Answer Is You»
2. «Wish»
3. «Welcome Home (You)»
4. «You Keep Givin' Me»
5. «Gone Without Goodbye»
6. «I'm Alive»
7. «Over My Head»
8. «We Lift You Up»
9. «Grace Of My Life»
10. «Angels And Heroes»
11. «Jesus Loves You»
12. «In Christ Alone» (Bonustrack para Japón)